# Jainosaurus septentrionalis
Jainosaurus septentrionalis  es la única especie conocida del género extinto Jainosaurus ("lagarto de Jain") de dinosaurio saurópodo titanosauriano, que vivió a finales del período Cretácico, hace aproximadamente 68 millones de años, en el Maastrichtiense, en lo que hoy es el Subcontinente indio. Un gran cuadrúpedo herbívoro , un Jainosaurus adulto habría medido alrededor de 18 metros de largo y sostenía su cabeza a 6 metros de altura. Todavía no se ha realizado una estimación precisa del peso. El húmero del espécimen tipo mide 134 centímetros de largo.
El nombre específico de J. septentrionalis significa "norteño" en latín , una referencia al hecho de que la especie fue descubierta en el hemisferio norte, mientras que Antarctosaurus el género original al que los restos fueron asignados significa "saurio del hemisferio sur " porque su especie tipo Antarctosaurus wichmannianus se encontró en Argentina . El nombre genérico honra al paleontólogo indio Sohan Lal Jain, que trabajó en las impresiones de los nervios craneales en el cráneo y en 1982 publicó un estudio sobre los resultados. Irónicamente, Jain mismo consideró los restos como sinónimos de Titanosaurus en la descripción de Isisaurus en 1997. Sin embargo, Wilson y Upchurch en 2003  rechazaron la sinonimia de Jainosaurus y Titanosaurus debido al dudoso estado de este último.
La especie tipo Jainosaurus septentrionalis tiene una larga y compleja historia taxonómica estrechamente relacionada con la historia de los géneros problemáticos Titanosaurus y Antarctosaurus. Los primeros restos fueron entre 1917 y 1920 encontrados por Charles Alfred Matley cerca de Jabalpur en la Formación Lameta. Estos fueron nombrados Antarctosaurus septentrionalis por Friedrich von Huene y Matley en 1933.
En 1995, Adrian Paul Hunt et al., Creyendo que Antarctosaurus pertenecía a Dicraeosauridae y convirtió al claramente titanosauriano Antarctosaurus septentrionalis en la especie tipo de un nuevo género, Jainosaurus y determinó que el cráneo, GSI IM K27/497, debería ser el lectotipo. Jainosaurus se distinguió aún más de Antarctosaurus por los detalles de la caja craneana
En 2009, Jeffrey Wilson y otros hicieron una revaluación detallada de Jainosaurus septentrionalis y confirmaron su validez. Se demostró que el postcranio, que se suponía perdido, estaba presente en gran medida en la colección del Servicio Geológico de India en Calcuta. Incluyen, fragmentos de costillas dorsales, GSI K20/326 y GSI K27/425, una vértebra caudal, GSI K20/317, cuatro cheurones, GSI K27/492, GSI K27/493, GSI K27/494 y GSI K27/496, la escápula izquierda y derecha, solo un yeso aún existente,  una placa esternal, GSI K20/647, un húmero sin un número de inventario, un radio, GSI K27 / 490 y un cúbito, GSI K27/491. En 1996 Sankar Chatterjee refirió una segunda caja craneal a la especie, ISI R162. Algo de material de Pakistán posiblemente también pertenece a Jainosaurus .
Wilson et al. concluyó que Jainosaurus es un taxón válido, claramente distinguible de Isisaurus. Hubiera sido un miembro bastante derivado de la Titanosauria , más estrechamente relacionado con formas sudamericanas como Pitekunsaurus, Muyelensaurus y Antarctosaurus que con Isisaurus o Rapetosaurus.